# Salón de Conferencias del Senado, en marzo de 1904
 Salón de Conferencias del Senado, en marzo de 1904 es un cuadro del pintor español Asterio Mañanós Martínez realizado en dicho año. Se trata del primer trabajo que Mañanós realizaría como parte de una serie de seis obras sobre la vida política que componen su más interesante contribución a la pintura española.
La pintura, un óleo sobre lienzo de 92 x 142 cm, reproduce fielmente la Sala de Conferencias o Salón de los Pasos Perdidos del Palacio del Senado de España, con la decoración, los cuadros y estatuas que albergaba; en ella se encuentran una serie de políticos y personajes de la época.